# Stanislas Lépine
Stanislas Lépine (Caen, 3 ottobre 1835 – Parigi, 28 settembre 1892) è stato un pittore francese.

## Biografia
Stanislas Victor Edmond Lépine nacque a Caen, nel Nord della Francia dal giovane ventenne Stanislas-Edmond-Louis Lépine, ebanista, e Marie-Louise Hérier, e nel 1855 si trasferì stabilmente a Parigi. Nove anni dopo si sposò e nel 1860 fu accolto nell'atelier di Jean-Baptiste Camille Corot, di cui copiò per esercizio alcune opere. Fu in prevalenza un paesaggista e i suoi lavori ebbero in gran parte come soggetto la città di Parigi, la Senna e i paesaggi della Normandia.
Fu amico di Henri Fantin-Latour che più di una volta dovette aiutarlo finanziariamente. Lépine era del tutto sconosciuto e rimase sempre fuori da ogni vita e attività di gruppo.
Paris, le pont des Arts, dipinto fra il 1878 e il 1883, nonché La Vue de la Seine et du Trocadéro sono sotto molti aspetti due opere rappresentative dell'arte di Lépine, artista incondizionatamente parigino e, in particolare, dei lungofiume della Senna. Nei suoi paesaggi, nei quali la figura umana è spesso praticamente esclusa o ridotta allo stato di pittogramma, Lépine amava giocare con i toni dei grigi delicati, che gli bastavano per annotare con esattezza la qualità della luce. In questo modo la sua gamma cromatica fu più chiara di quella dei pittori della Scuola di Barbizon e spesso, pertanto, si considera Lépine, con Eugène Boudin, Antoine Chintreuil, Adolphe-Félix Cals e Johan Barthold Jongkind, come un precursore degli impressionisti, insieme ai quali, del resto, egli espose nel 1874. Stanislas Lépine fu presente al "Salon" dal 1859 al 1880, e dal 1881 al 1889 anche al Salon degli artisti francesi .

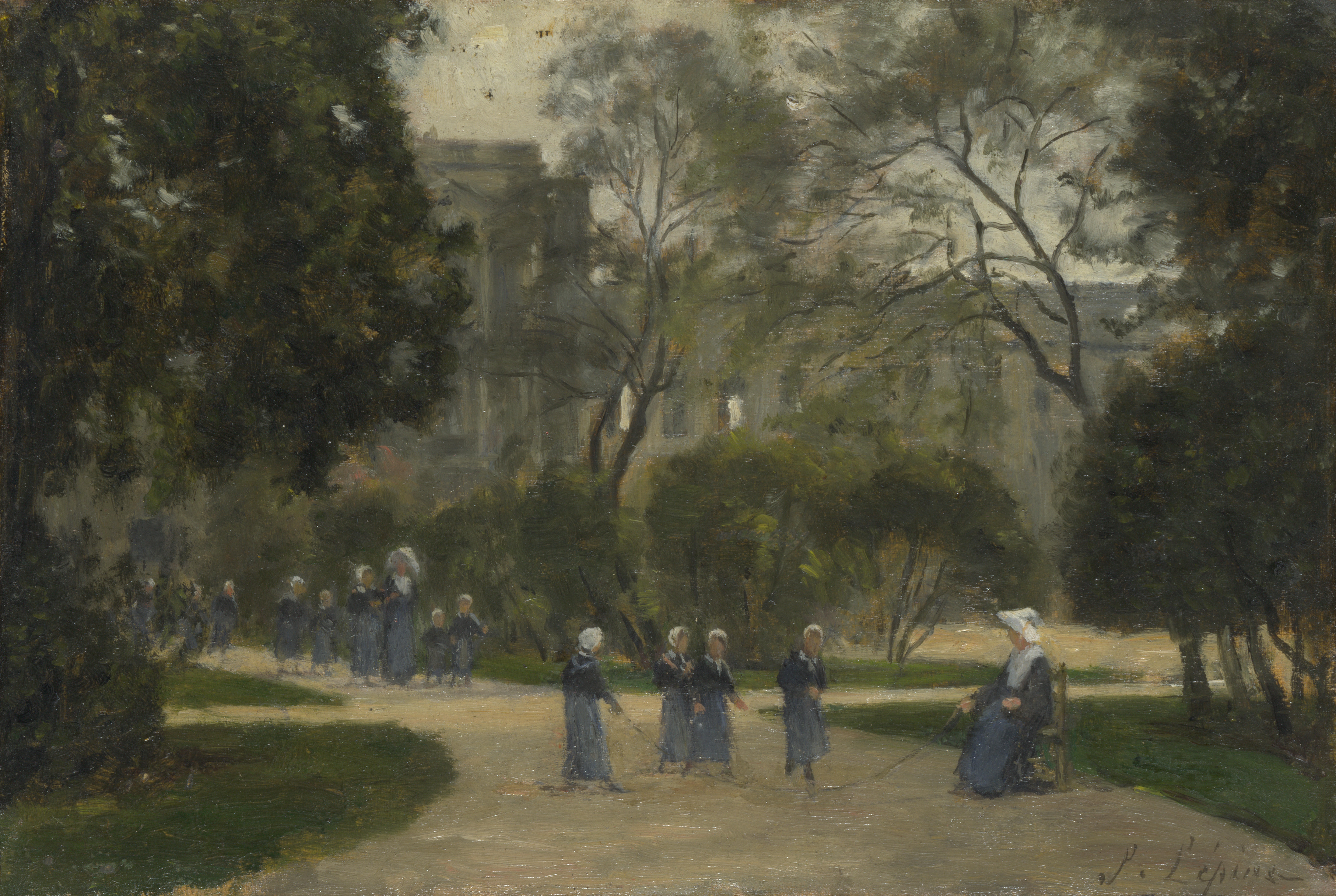
Suore e alunne alle Tuileries

Ancora giovane si sistemò a Montmartre e vi trascorse tutta la vita. Abitò successivamente al nº 20 di chaussée de Clignancourt, poi in rue des Rosiers, rue de la Fontenelle (rinominata rue du Chevalier-de-La-Barre) e infine al nº 18 di rue de Clignancourt. 
Egli dipinse, (come disse Coriolis, alias Georges Lecomte): 
Lépine fece parte di coloro che vengono a Montmartre per ritrovare la freschezza dei piccoli villaggi di provincia che vivono ancora al ritmo delle stagioni, della fiera delle capre o delle vacche, dove la verdura e i fiori si raccolgono nell'orto e non si comprano alla bancarella del negoziante. E le carrozze e i cocchi non risalgono ancora la collina. Nelle sue tele le strade respirano la calma e la dolcezza del vivere. Dipinse la rue Saint Vincent, la rue Cortot, la rue des Saules e la strada dell'Abbeveratoio.

All'Expo del 1889 fu gratificato con una medaglia d'oro.
Il conte Armand Doria lo prese sotto la sua protezione, assieme ad Adolphe-Félix Cals, accogliendoli nel suo castello di Orrouy.
Stanislas Lépine morì improvvisamente a 57 anni, nel suo appartamento di Parigi, e le sue esequie ebbero luogo nella chiesa di Saint-Pierre de Montmartre.

## Alcune opere nelle collezioni pubbliche
Stati Uniti d'America
- Chicago, Istituto d'arte di Chicago: Vue de mon atelier sous la neige.

Francia
- Parigi, Museo d'Orsay :
  - Pont Marie ;
  - Montmartre, rue Saint-Vincent.
- Reims, Museo di belle arti: Le port de Rouen.
- Tolosa, Fondazione Bemberg: Le Pont des Arts.
- Tours, Museo di belle arti
- Londra, Tate Gallery.

## Galleria d'immagini

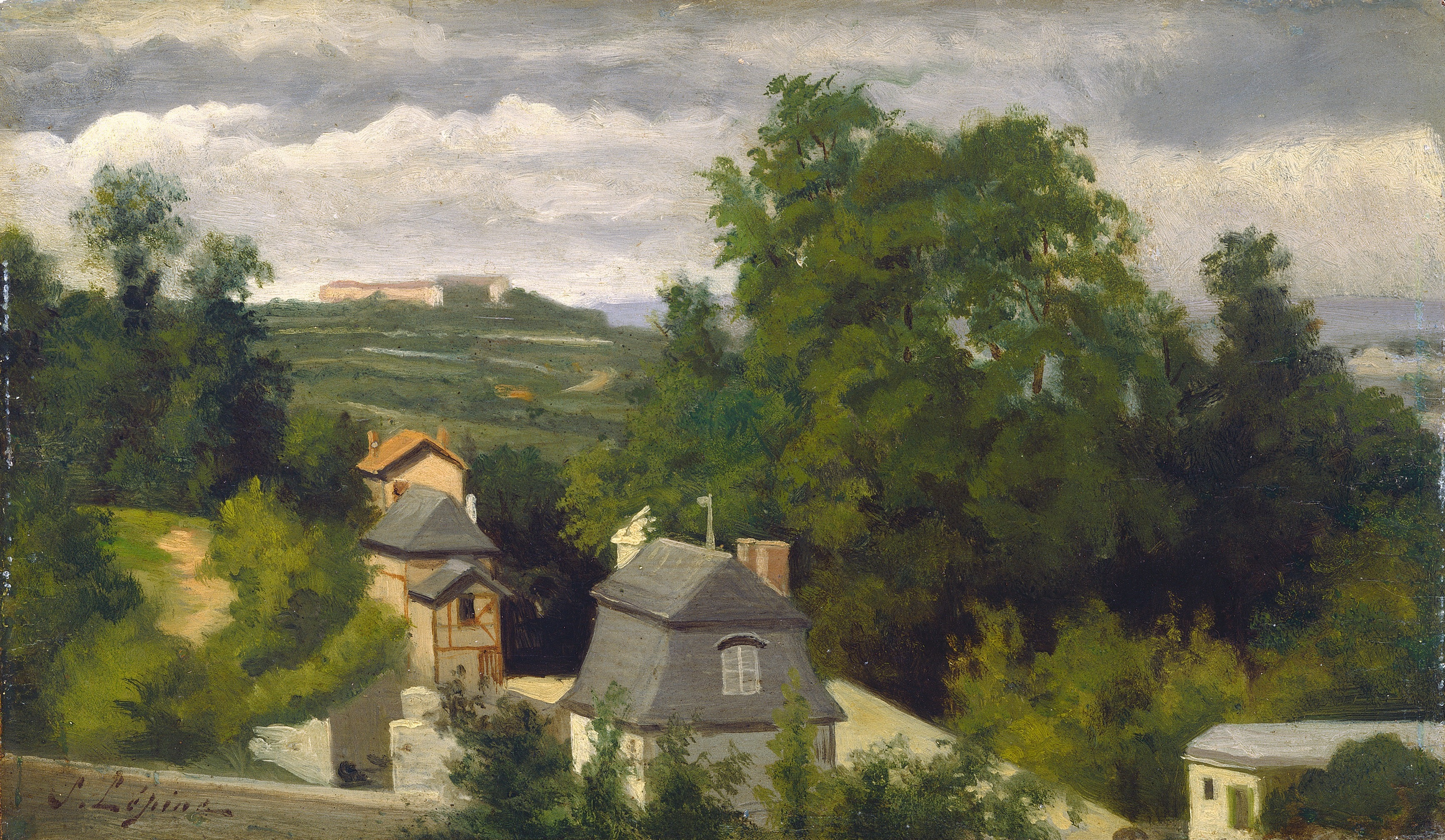
Dintorni di Caen
Ponte della Tournelle, Parigi
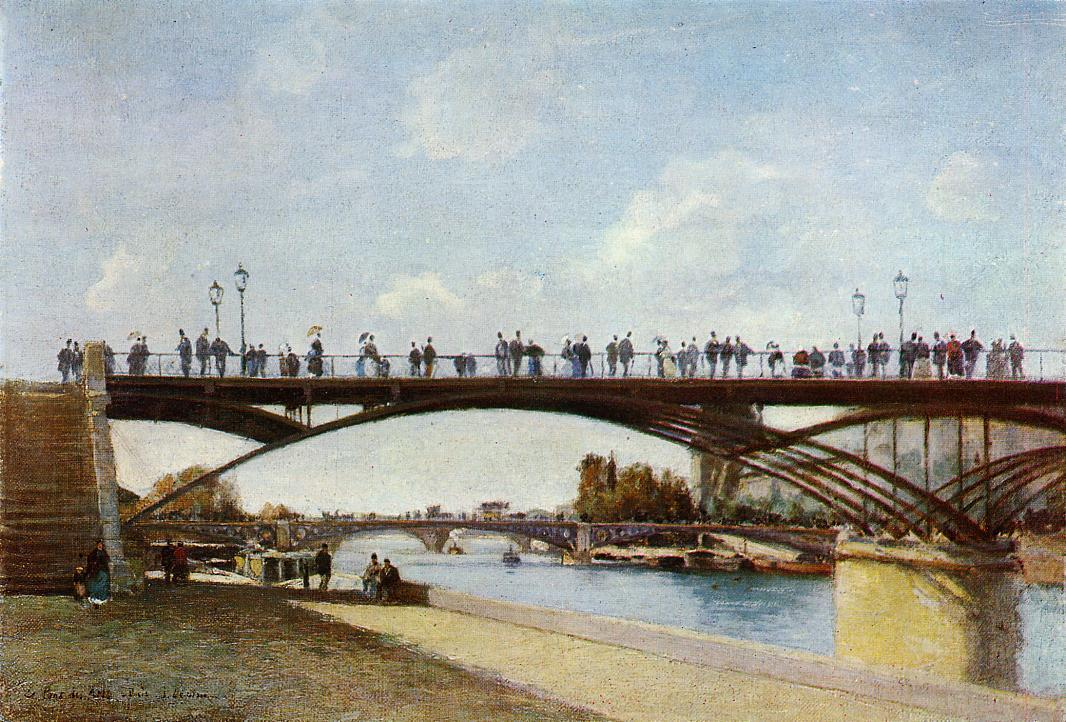
Ponte delle Arti, Parigi
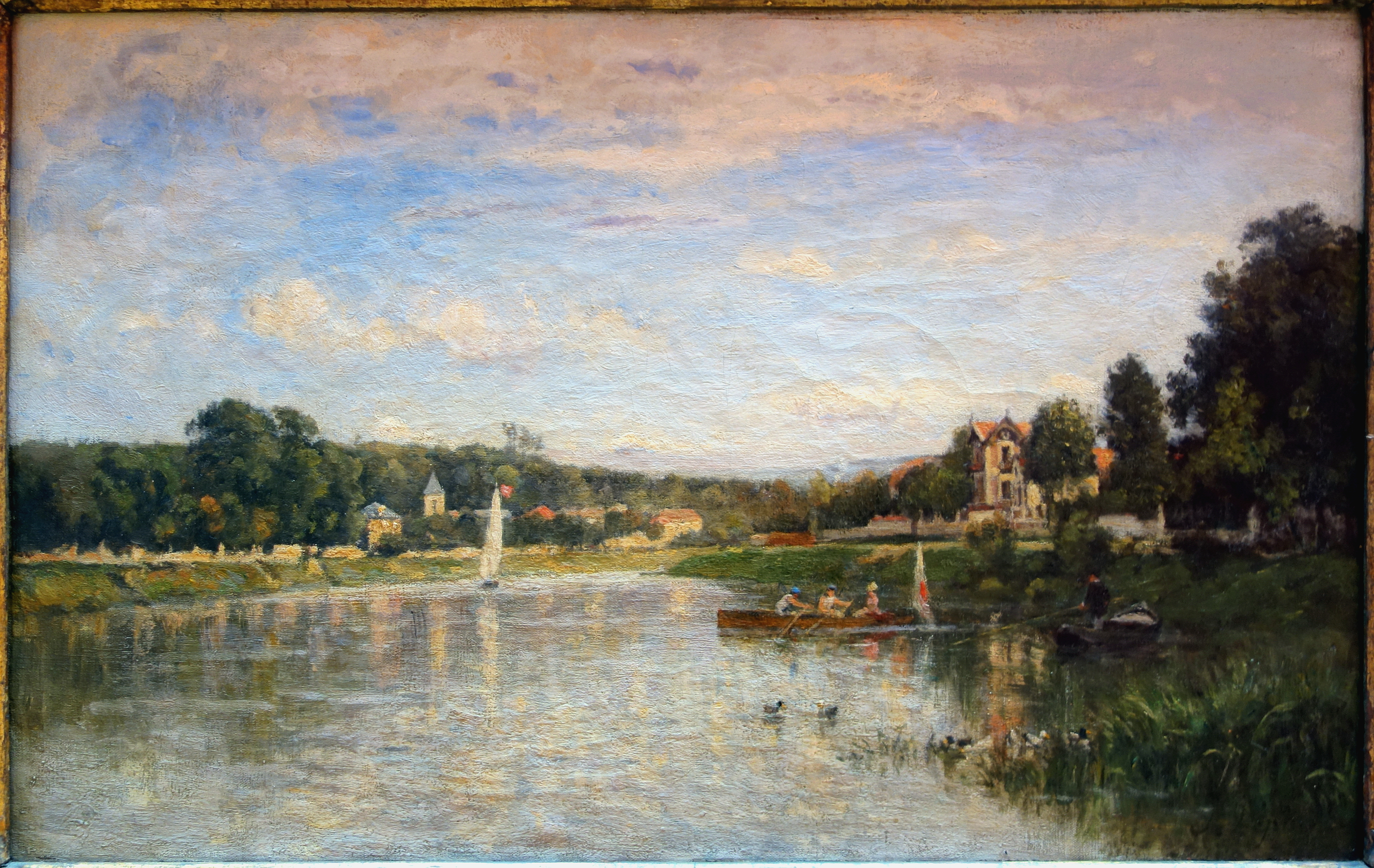
Brie-sur-Marne

## Altri progetti

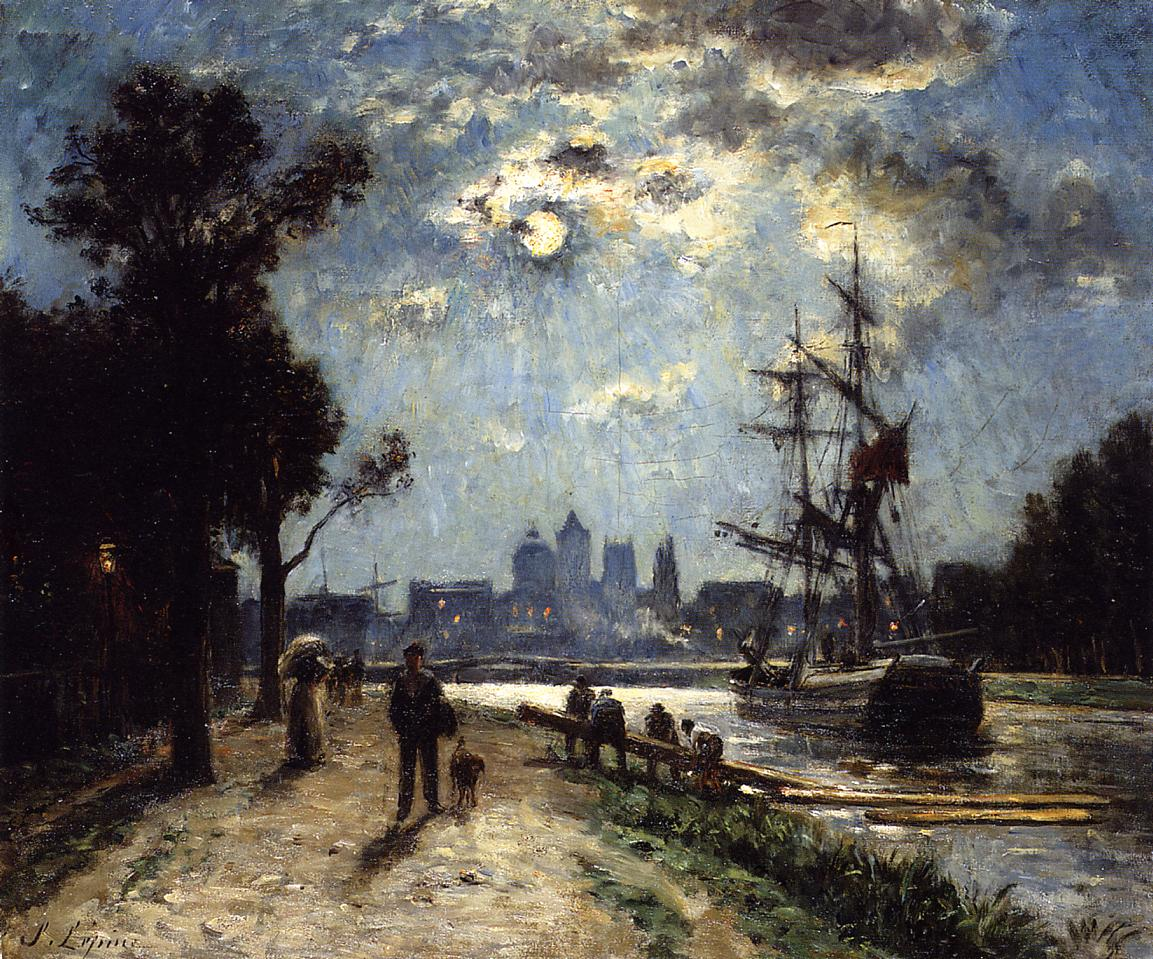
Caen. Effetto di luna sull'Orne